# Minúscula 31
Minúscula 31 (en la numeración Gregory-Aland), ε 375 (Soden), antiguamente conocida como Codex Colbertinus 6063, es un manuscrito griego en minúsculas del Nuevo Testamento, escrito en vitela y en papel. Es datado paleográficamente en el siglo XIII. Tiene marginales.

## Descripción
El códice contiene el texto completo de los cuatro Evangelios en 188 hojas de papel (18 cm por 14.1 cm). Los textos de Lucas 3:38-4:19; 5:39-6:33 fueron añadidos por una mano posterior. El manuscrito está ornamentado.
El texto está escrito en una columna por página, 25 líneas por página, con márgenes amplios (tamaño de la columna, 13.2 por 9.2 cm). Los títulos están en color. El texto de los Evangelios está dividido de acuerdo a los κεφαλαια (capítulos), cuyos números se colocan al margen del texto, y los τιτλοι (títulos) en la parte superior de las páginas.
Contiene tablas de los κεφαλαια (tablas de contenido) antes del Evangelio de Marcos, Evangelio de Lucas y Evangelio de Juan (pero añadidas por una mano posterior), oraciones e ilustraciones.
El texto del códice fue muchas veces corregido.

## Texto
Aland no colocó el texto griego del códice en ninguna categoría. Según el Perfil del Método de Claremont, representa a la familia textual Kx en Lucas 1 y Lucas 20. En Lucas 10 ningún perfil fue hecho.
Tiene muchos borrones y correcciones.

## Historia
Es datado por el INTF en el siglo XIII.
El manuscrito fue utilizado por John Mill (como Colbertinus 4 después de Mateo). Fue añadido a la lista de manuscritos del Nuevo Testamento por J. J. Wettstein, quien le dio el número 31. Fue examinado y descrito por Scholz, y fue examinado por Paulin Martin. C. R. Gregory vio el manuscrito en 1885.
Se encuentra actualmente en la Bibliothèque nationale de France (Gr. 94) en París.

## Lectura adicional
- Gregory, Caspar René (1900). Textkritik des Neuen Testamentes 1. Leipzig: J.C. Hinrichs'sche Buchhandlung. p. 136.

- Datos: Q6870207